# П'єр Фіньйоль
П'єр-Євстах Даніель Фіньйоль (1913–1986) — гаїтянський політик, виконував обов'язки президента країни упродовж трьох тижнів 1957 року. Був одним з найвпливовіших політиків доби до початку правління Франсуа Дювальє.